# Cymothoidae
Cymothoidae zijn een familie van pissebedden in de onderorde Cymothoida. Er worden ongeveer 40 geslachten en meer dan 380 soorten in deze familie erkend. Ze zijn te vinden in zowel zee- als zoetwateromgevingen, al worden ze over het algemeen aangetroffen in warmere wateren, en maar zelden in koele of koude klimaten.
Cymothoïden zijn ectoparasieten, meestal van vissen, en de familie omvat soorten zoals de Ceratothoa oestroides, een van de meest verwoestende ectoparasieten in de mediterrane aquacultuur, en de bizarre Cymothoa exigua, die zich hecht aan de tong van een vis en deze in de loop der tijd vervangt met zijn eigen lichaam.

## Kenmerken
Cymothoïden vertonen verschillende aanpassingen aan hun parasitaire levensstijl. Als jongeren zijn ze niet kieskeurig en hechten ze zich tijdelijk aan de huid van elke beschikbare vis. Ze produceren anticoagulantia en zuigen het bloed van de vis op. Ze maken zich los van hun eerste gastheer en vinden later een andere gastheer. Als ze de juiste vissoort hebben gevonden voor hun volwassen ontwikkeling, hechten ze zich meer permanent. Als volwassenen zijn ze locatiespecifieker, en hebben de meeste soorten een bepaalde gastheersoort nodig. Locaties op de vis waaraan ze zich hechten zijn de schubben, vinnen, kieuwen en de bek, terwijl sommige soorten zich in de spieren boren.

## Biologie
Cymothoïden zijn protandrische hermafrodieten, wat wil zeggen dat elke jongere in eerste instantie mannelijk is, maar vrouwelijk wordt als er geen andere vrouwtjes in de buurt zijn. Dit vrouwtje kan feromonen afscheiden die voorkomen dat mannelijke cymothoïden in de buurt vrouwelijk worden. Deze parasieten kunnen hun gastheren ernstige schade toebrengen, zoals weefselbeschadiging, bloedarmoede, en zelfs het overlijden van de gastheer veroorzaken. Veel gastvissen hebben mutualistische relaties met bepaalde garnalen, zoals de Ancylomenes pedersoni, waarbij de vis zich laat "schoonmaken" door de garnalen die de cymothoïde parasieten verwijderen en opeten.

## Classificatie
Volgens het World Register of Marine Species bevat de familie de volgende geslachten:
- Aegathoa Dana, 1853
- Agarna Schioedte & Meinert, 1884
- Amblycephalon Pillai, 1954
- Anilocra Leach, 1818
- Anphira Thatcher, 1993
- Artystone Schioedte, 1866
- Asotana Schioedte & Meinert, 1881
- Braga Schioedte & Meinert, 1881
- Catoessa Schioedte & Meinert, 1884
- Ceratothoa Dana, 1852
- Cinusa Schioedte & Meinert, 1884
- Creniola Bruce, 1987
- Cterissa Schioedte & Meinert, 1884
- Cymothoa Fabricius, 1787
- Elthusa Schioedte & Meinert, 1884
- Emetha Schioedte & Meinert, 1883
- Glossobius Schioedte & Meinert, 1883
- Ichthyoxenus Herklots, 1870
- Idusa Schioedte & Meinert, 1884
- Isonebula Taberner, 1977
- Joryma Bowman & Tareen, 1983
- Kuna Williams & Williams, 1986
- Lathraena Schioedte & Meinert, 1881
- Livoneca Leach, 1818
- Lobothorax Bleeker, 1857
- Mothocya Costa in Hope, 1851
- Nerocila Leach, 1818
- Norileca Bruce, 1990
- Olencira Leach, 1818
- Ourozeuktes H. Milne-Edwards, 1840
- Paracymothoa Lemos de Castro, 1955
- Philostomella Szidat & Schubart, 1960
- Pleopodias Richardson, 1910
- Plotor Schioedte & Meinert, 1881
- Pseudoirona Pillai, 1964
- Renocila Miers, 1880
- Rhiothra Schioedte & Meinert, 1884
- Riggia Szidat, 1948
- Ryukyua Williams & Bunkley-Williams, 1994
- Smenispa Özdikmen, 2009[8]
- Telotha Schioedte & Meinert, 1884
- Tetragonocephalon Avdeev, 1978

## Verder lezen
- Nagler, Christina (2016). Functional morphology of parasitic isopods: understanding morphological adaptations of attachment and feeding structures in Nerocila as a pre-requisite for reconstructing the evolution of Cymothoidae. PeerJ 4: e2188. ISSN: 2167-8359. PMID 27441121. PMC 4941765. DOI: 10.7717/peerj.2188.

- Nationale Bibliotheek van Israël: 987007538308005171